# Gilberto Madaíl
Dr Gilberto Parca Madaíl (ur. 14 grudnia 1944 roku), portugalski działacz piłkarski, od 1997 roku prezes Portugalskiego Związku Piłki Nożnej. Był jednym z głównych inicjatorów starań (zakończonych sukcesem) Portugalii o organizację Euro 2004 oraz - na rok przed tym turniejem - zwolennikiem zatrudnienia pierwszego od 1983 roku obcokrajowca na stanowisku selekcjonera reprezentacji A. Jego wybór padł na Brazylijczyka Luiza Felipe Scolariego, który w 2002 roku doprowadził do tytułu mistrza świata rodzimą kadrę. W czasie kadencji Madaíla portugalska drużyna narodowa przeżywa najlepsze dni w całej swojej historii - od 2000 roku jest obecna na każdym międzynarodowym turnieju; po dwa razy grała w finałach mistrzostw świata (w 2006 roku zdobyła IV miejsce) i Europy (bilans: srebrny medal w 2004 roku i brązowy w 2000). 
Od maja 2004 roku Madaíl jest członkiem Komitetu Wykonawczego UEFA.